# Regatul Israel (monarhie unită)

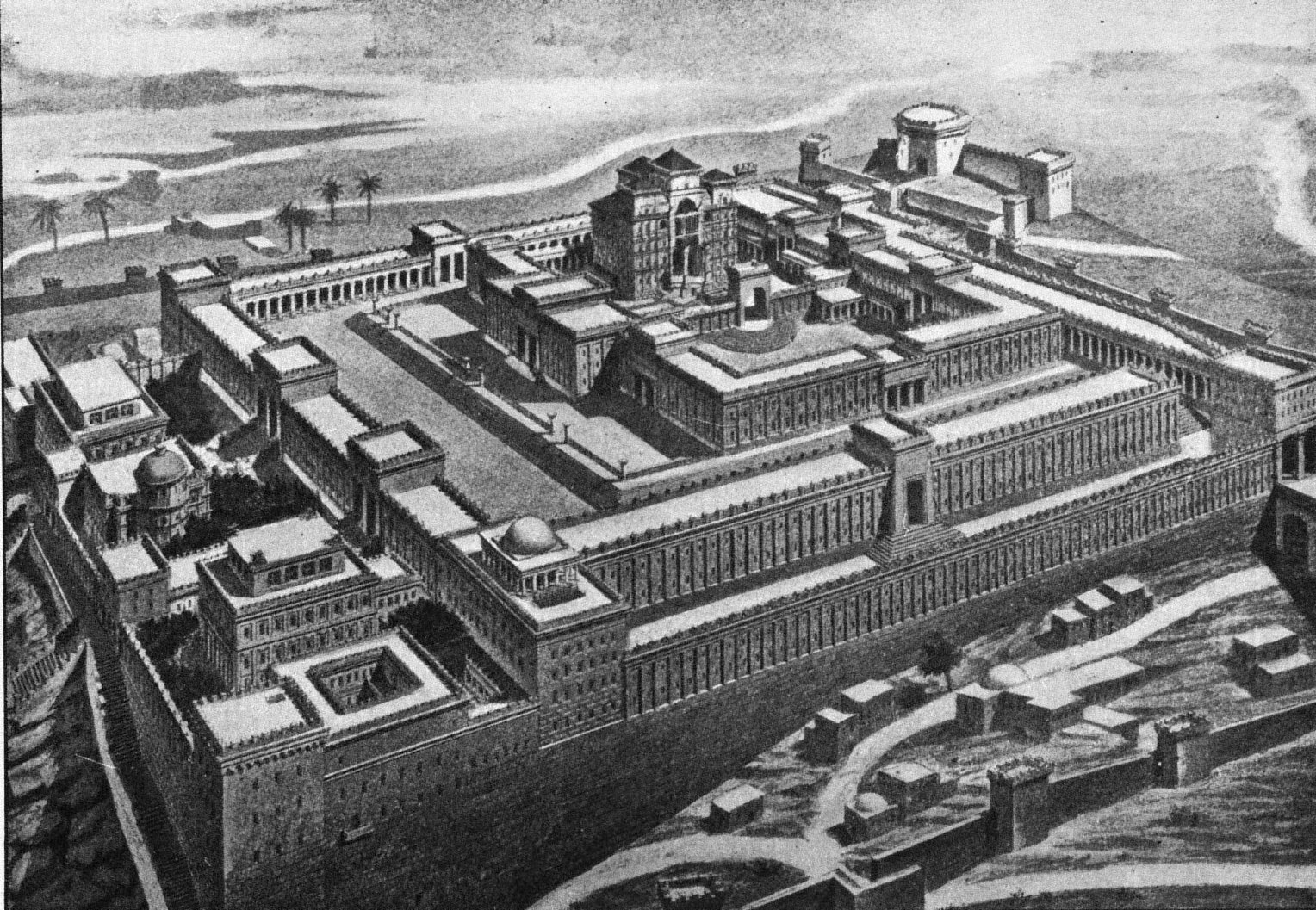
Templul mitic al lui Solomon din Ierusalim. Ilustrație bazată pe detalii biblice

Monarhia Unită (în ebraică הממלכה המאוחדת) este numele dat regatului israelit al lui Israel și Iuda, în timpul domniilor lui Saul, David și Solomon, așa cum este descris în Biblia ebraică. Acest lucru este datat în mod tradițional între 1047 î.Hr. și 930 î.Hr. În ceea ce privește succesiunea fiului lui Solomon, Rehoboam, în jurul anului 930 î.Hr., relatarea biblică raportează că țara s-a împărțit în două regate: Regatul Israel (inclusiv orașele Șehem și Samaria) din nord și Regatul Iuda (care conține Ierusalimul) în sud.
Conform istoricilor contemporani, monarhia unită este în general considerată a fi o construcție literară și nu o realitate istorică, din lipsa dovezilor arheologice. În general, este acceptat că a existat o „Casă a lui David”, dar mulți cred că David ar fi putut fi doar monarhul sau căpetenia lui Iuda, care era probabil mic, și că regatul de nord era o dezvoltare separată. Există mulți susținători în această privință. Existența regatului evreu unit este o ipoteză care trebuie abandonată, conform lui Oded Lipschits în Jewish Study Bible, ediția a doua, de la Oxford University Press (Aren Maeir a confirmat în aceeași carte lipsa de dovezi arheologice pentru Monarhia Unită). Amihai Mazar confirmă diversitatea de opinii ale specialiștilor pe subiectul Monarhiei Unite.

## Dovezi arheologice

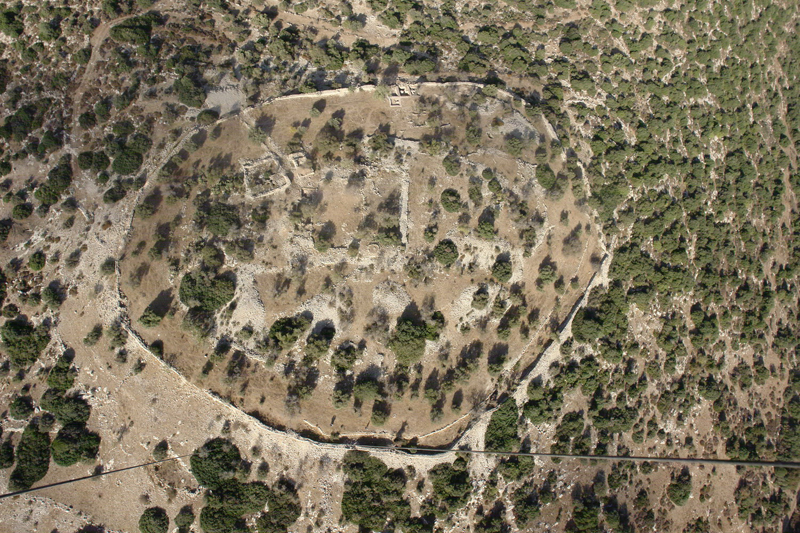
Vedere aeriană a Khirbet Qeiyafa.

### Sfârșit

Harta care arată Regatele Israelului (albastru) și Iuda (portocaliu), granițele antice ale Levantului de Sud și orașele antice, precum Urmomium și Jerash. Harta arată regiunea în secolul al IX-lea î.e.n.